# Aaron Halevi
Pour les articles homonymes, voir Aaron et Halevi.
Le Rav Aharon HaLevi (1235-c.1290 ; en 1292 selon Weiss ; certains avancent 1303), dit le Ra'ah, fut un rabbin, talmudiste et légaliste de l'ère des Rishonim.

## Repères biographiques
Le Rav Aharon HaLevi naît à Gérone ; son père est le Rav Yossef HaLevi. Il passe une bonne partie de son enfance et de son adolescence à Barcelone, raison pour laquelle on mentionne souvent "Rav Aharon HaLevi Habartzeloni". Ses premiers maîtres sont, outre son père, son frère le Rav Pin'has HaLevi et le Ramban (selon d'autres, il n'en serait disciple qu'indirectement, via le disciple du Ramban, le Rashba ; selon les premiers, le Rashba serait son collègue). En 1284, il assure la fonction de rabbin à Saragosse ; on le retrouve ensuite à Tolède, puis il retourne à Barcelone. Le Ritva fut le plus célèbre de ses étudiants.

## Œuvres
Il a étudié avec le Rashba (qui fut son maître ou son collègue), mais avec le temps, ils divergèrent sur plusieurs points, et le Ra'ah rédigea le Bedeq HaBayit, des notes critiques sur le Torat HaBayit de son maître ou collègue. Il composa également un commentaire sur le Talmud, dont seuls des frgaments nous sont parvenus et ont été publiés, ainsi que sur le Ri"f.
Le Sefer Hahinoukh, considéré par Weiss comme un catéchisme des 613 préceptes de la Loi de Moïse en hébreu lui est traditionnellement attribué, sur base de l'édition de Venise de 1523 qui mentionne Rabbi Aron, et d'une remarque sur la mitzvah n°394 (devoirs incombant aux Lévites dans le Temple), où l'auteur dit développer ces détails pour son fils dans l'éventualité—qu'il espère proche—de la reconstruction du Temple, ce qui suggère une ascendance lévite. Cette attribution ne fait toutefois pas l'unanimité : il y a trop de différences entre son Bedek HaBayit et le Sefer Ha'hinoukh, et selon le Pr. Y.M. Ta-Shema, il s'agirait plus vraisemblablement de l'œuvre de son frère.